# Aya Hisakawa
Aya Hisakawa  (久川 綾, Hisakawa Aya) (Kaizuka, 12 november 1968) is een Japans seiyū en J-popzanger. Ze heeft werk geleverd voor onder andere televisieprogramma's en computerspelen.

## Stemrollen
- .hack//Liminality - Kyoko Tohno
- 801 T.T.S. Airbats - Miyuki Haneda
- Air - Haruko Kamio
- Alien Nine - Megumi Hisakawa
- All Purpose Cultural Cat Girl Nuku Nuku - Arisa
- Azumanga Daioh - Minamo Kurosawa ("Nyamo")
- Battle Athletes Victory - Ichino Yanagida
- Beet the Vandel Buster - Kissu
- Beyblade - Rei
- Bleach - Retsu Unohana
- Cardcaptor Sakura - Cerberus (Kero)
- Claymore - Priscilla
- Cosmo Warrior Zero - Marina Oki
- Detective School Q - Shino Katagiri
- Devil May Cry: The Animated Series
- Devil Hunter Yohko - Yohko Mano/Ayako Mano
- El Cazador de la Bruja - Jody "Blue-eyes" Hayward
- Eureka Seven - Ray
- Excel Saga - Anne Anzai
- Fist of the Blue Sky - Pān Yù-Lín & Aya Kitaōji
- Free Talk Studio ~Mari no Kimama na O-Shaberi~ - Aya Isokawa
- Fruits Basket - Yuki Sohma
- G Gundam - Akino
- G-On Riders - Nurse Sanada
- Grandia - Mio
- Godannar - Milla Ackerman
- Gunsmith Cats - Becky Farrah
- Haibane Renmei - Kuramori
- Here is Greenwood - Yuko
- Idol Project - Layla B. Simmons
- Iria: Zeiram the Animation - Iria
- Kaleido Star - Sarah Dupont
- Karin - Fumio Usui
- Kiteretsu Daihyakka - Taeko Sakurai
- Kouryu Densetsu Villgust OVA - Chris
- Love Hina - Amalla Suu
- Loveless - 7 (ナナ, Nana)
- Lunar: Eternal Blue - Jean
- Madlax - Limelda Jorg
- Magical Girl Lyrical Nanoha - Lindy Harlaown
- Magical Nyan Nyan Taruto - Shifon en Chips
- Magic Knight Rayearth - Tarta
- Marmalade Boy - Arimi Suzuki
- Noir - Chloe
- Oh My Goddess! - Skuld
- One Piece - Lola
- Ouran High School Host Club - Haruhi Fujioka
- Puni Puni Poemi - Nanase Aasu
- Ragnarok The Animation - Takius
- RahXephon - Haruka Shitow
- Revolutionary Girl Utena - Miki Kaoru
- Romeo x Juliet - Portia
- Rosario + Vampire - Ririko Kagome
- Rozen Maiden Drama cd - Nori Sakurada
- Sailor Moon - Sailor Mercury
- Pretty Soldier Sailor Moon R The Movie - Sailor Mercury
- Pretty Soldier Sailor Moon S The Movie - Sailor Mercury
- The 9 Sailor Soldiers Get Together! Miracle in the Black Dream Hole - Sailor Mercury
- Soulcalibur - Chai Xianghua
- Soulcalibur II - Chai Xianghua
- Soulcalibur III - Chai Xianghua
- Soulcalibur III: Arcade Edition - Chai Xianghua
- Star Ocean: The Second Story - Rena Lanford
- Tales of Vesperia - Judith
- Tenchi Muyo! GXP - Ryoko Balta
- Tenjho Tenge - Maya Natsume
- The Twelve Kingdoms - Yoko Nakajima
- ToHeart - Tomoko Hoshina
- Transformers: Victory - Boater en Joyce
- Trigun - Rem Saverem
- Tsubasa Chronicle - Cerberus (Kero)
- X-TV - Hinoto
- Zegapain - Arque